# Diecezja San Jose de Antique
Diecezja San Jose de Antique – diecezja rzymskokatolicka na Filipinach. Powstała w 1962 jako prałatura terytorialna. W 1982 podniesiona do rangi diecezji.

## Lista biskupów
- Cornelius de Wit, M.H.M. † (1962 - 1982)
- Raul José Martirez (1983 - 2002)
- Romulo de la Cruz (2002 - 2008)
- Jose Romeo Lazo (2009 - 2018)
- Marvyn Maceda (od 2019)